# Grammisgalan 2023
Grammisgalan 2023 hölls 3 maj på Annexet i Stockholm. Galan uppmärksammade att det var 40:e gången som evenemanget arrangerades sedan 1969. Under kvällen delades det ut priser till föregående års mest uppmärksammade musiker i totalt 23 musikkategorier. Programledare var Pelle Almqvist och Amie Bramme Sey. Under galan uppträdde Zara Larsson, First Aid Kit, Jonathan Johansson, Johnossi, STOR feat. Moonica Mac, Orphée Noah och ett medley av Bell, Cornelia Jakobs och Olivia Lobato.
Tove Lo tilldelades priserna för Årets album och Årets artist.

## Vinnare och nominerade
Vinnare markerade med fetstil.

### Årets album
- Tove Lo – Dirt Femme
- Cleo – Missaoui
- Ghost – Impera
- Jonathan Johansson – Om vi får leva
- Viagra Boys – Cave world

### Årets alternativa pop
- First Aid Kit – Palomino
- Deki Alem – Among heads
- Grant – Truth & consequences
- Jonathan Johansson – Om vi får leva
- Léon – Circles

### Årets artist
- Tove Lo
- Ant Wan
- Ghost
- Thomas Stenström
- Viagra Boys

### Årets barnmusik
- Nassim Al Fakir – Årets album
- Alva Klum – Känslolåtarna – som det känns när det känns
- Den förbjudna fruktkolan – Den förbjudna fruktkolan
- Jonas Wikstrand & Maria Lundqvist – Kronprinsen som försvann (originalmusik från julkalendern)
- Sarah Riedel, Georg Riedel, Jonas Karlsson, Henrik Dorsin med flera – Musik, sa Alfons Åberg

### Årets dansband
- Flamingokvintetten – Vi lyfter på hatten
- Fernandoz – Nu tar vi nya tag
- Highlights – En natt på stan
- Lasse Stefanz – Evergreen
- Sannex – Live 2020

### Årets elektro/dans
- Swedish House Mafia – Paradise Again
- Axel Boman – Luz/Quest for fire
- Kornél Kovacs – Hotel Koko
- Mr Tophat – This is pop
- Prof Stranger – Love is forever

### Årets folkmusik
- Sara Parkman – Eros Agape Philia
- Liliana Zavala – Todos mis muertos
- Northern Resonance & AXVY – I midvintertid
- Spöket i köket – Kurbits & flames
- Vågspel – I nöd och lust

### Årets hiphop
- Cleo – Missaoui
- 23 – Selfmade
- Ant Wan – The only Wan
- Jireel – Samlad årsproduktion
- Yung Lean – Stardust

### Årets hårdrock/metal
- Ghost – IMPERA
- Amon Amarth – The great heathen army
- Arch Enemy – Deceivers
- The Halo Effect – Days of the lost
- Watain – The agony & ecstasy of Watain

### Årets jazz
- Hederosgruppen – Ståplats
- Britta Virves – Juniper
- Esbjörn Svensson – Homes
- Joel Lyssarides – Stay now
- Josefine Lindstrand – Miracles by the lake

### Årets klassiska
- Kungliga Filharmonikerna, Johan Dalene, John Storgårds – Nielsen & Sibelius – Violin Concertos
- Göteborgs symfoniker, Santtu-Matias Rouvali – Sibelius symphonies nos 3 & 5 Pohjola's daughter
- Herbert Blomstedt, Gewandhausorchester Leipzig – Mozart & Vorisek – Orchestral works
- Kati Raitinen och Bengt Forsberg – A tribute to curiosity
- Nordic Chamber Orchestra, Delphine Constantin-Reznik med flera – Andrea Tarrodi – Four elements

### Årets kompositör
- Ludwig Göransson – Black Panther – Wakanda Forever
- Klahr/Liohn – Drake, Swedish House Mafia, Bree Runway, Deki Alem
- Klara Söderberg och Johanna Söderberg – Palomino
- Salem Al Fakir och Vincent Pontare – Ghost, Swedish House Mafia, Petter, Benjamin Ingrosso, Otto Knows
- Sara Parkman och Hampus Norén – Eros agape philia

### Årets låt
- Loam & Adaam – "Fakka ur"
- Adaam – "Södermalm" (featuring Philippe & Takenoelz)
- Cornelia Jakobs – "Hold me closer"
- Elov & Beny, Sofie Svensson och Dom där – "Bubbel på balkongen"
- Victor Leksell och Einar – "Din låt"

### Årets musikvideo
- Martin Falck – "What They Call Us" med Fever Ray
- Ecco2k – "Drain story" med Bladee
- Filip Nilsson – "Cameo" med Kavinsky
- Gustav Johansson – "October passed me by" med Girl in Red
- Torbjörn Martin – "Meet me in Jannah" med Gina Dirawi

### Årets nykomling
- Cornelia Jakobs
- Bell
- Hooja
- Olivia Lobato
- Stella Explorer

### Årets pop
- Veronica Maggio – Och som vanligt händer det något hemskt
- Benjamin Ingrosso – Playlist
- Laleh – Vatten
- Tove Lo – Dirt Femme
- Tove Styrke – Hard

### Årets producent
- Klahr / Liohn
- Hampus Lindwall
- Hampus Norén
- Ilya Salmanzadeh
- Oscar Chase

### Årets rock
- Viagra Boys – Cave World
- Dungen – En är för mycket och tusen aldrig nog
- Hurula – Ingen är kär i år och andra sånger
- Johnossi – Mad gone wild
- Slowgold – Kärlek

### Årets soul/RnB
- Bavé – All Stars Aligned
- Cherrie – Samlad årsproduktion
- Eric Gadd – Vykort från 2000-talet
- Janice – Samlad årsproduktion
- Luciia – 365

### Årets textförfattare
- Jonathan Johansson – Om Vi Får Leva
- Annika Norlin – Mentor
- Nathalie Missaoui – Missaoui
- Thomas Stenström – Gråter om du vill, Väntar på en solig dag och Sista sommaren
- Tove Lo – Dirt Femme

### Årets visa/singer-songwriter
- Joel Alme – Sköt er själva så sköter jag inte mitt
- Ane Brun – Naermere
- Moonica Mac – Part two
- Sofia Karlsson – Sånger från broccolifälten
- Tomas Andersson Wij – Askan i hjärtat

### Årets hederspris
Tomas Ledin

### Årets specialpris
Magnus Broni